# Bolo de Villacidayo
Los bolos de Villacidayo es un deporte tradicional originario de Villacidayo en el municipio de Gradefes, de la Provincia de León, (comunidad autónoma de Castilla y León, España).

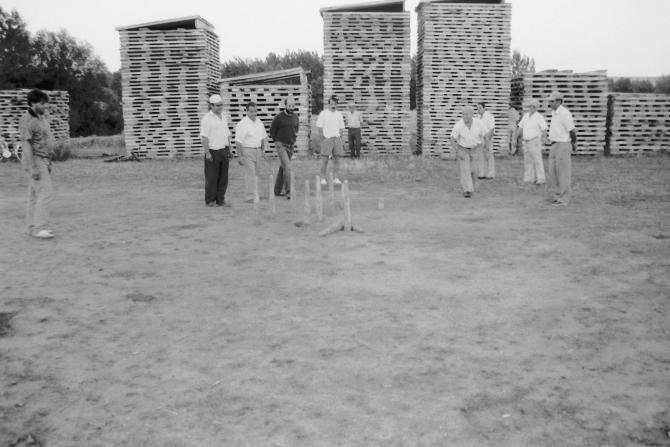
Bolos en el mesón Villacidayo

## Características

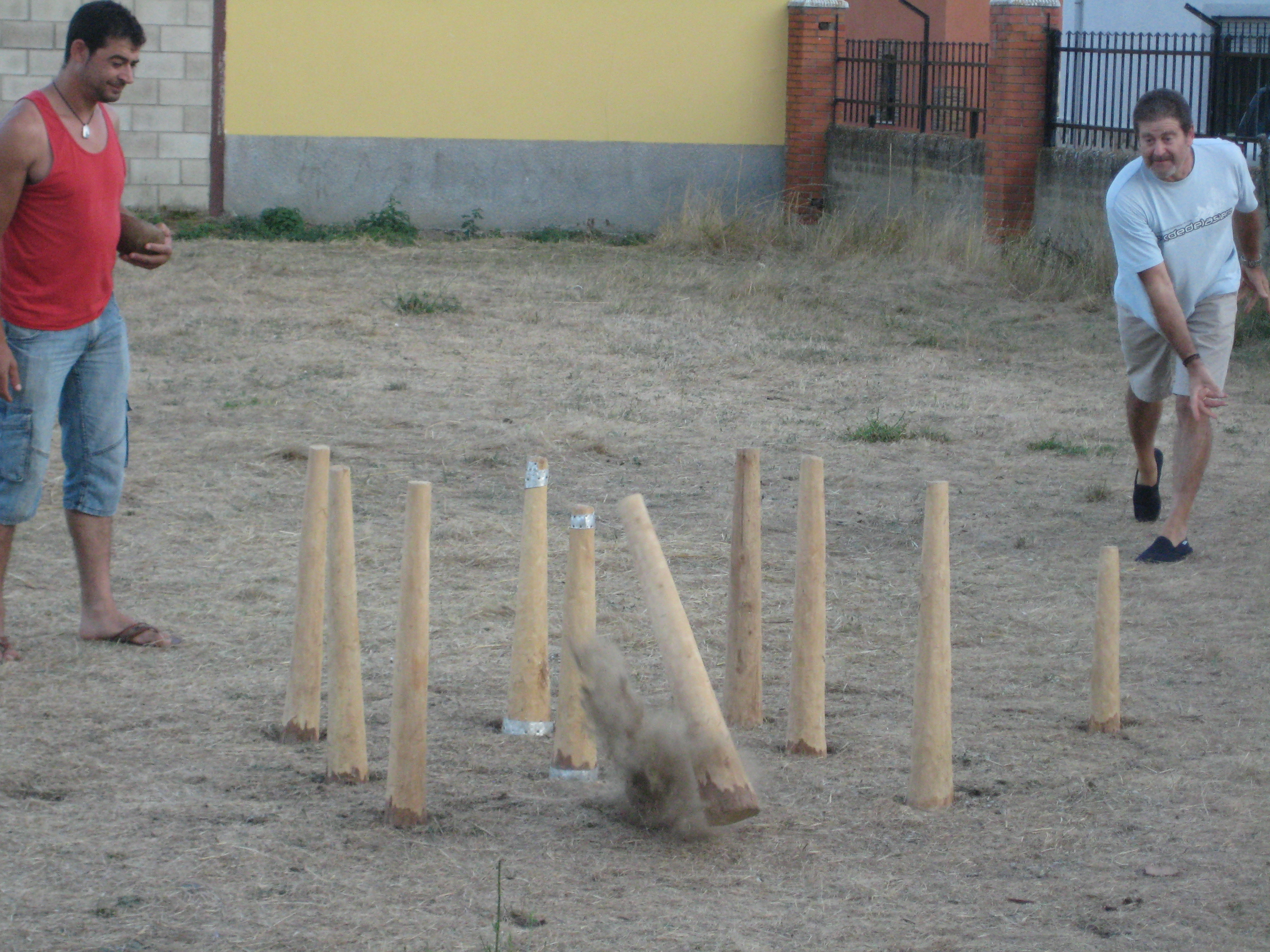
Bolos de Villacidayo

Se puede jugar de forma individual, uno contra uno o en equipos.

## Castro

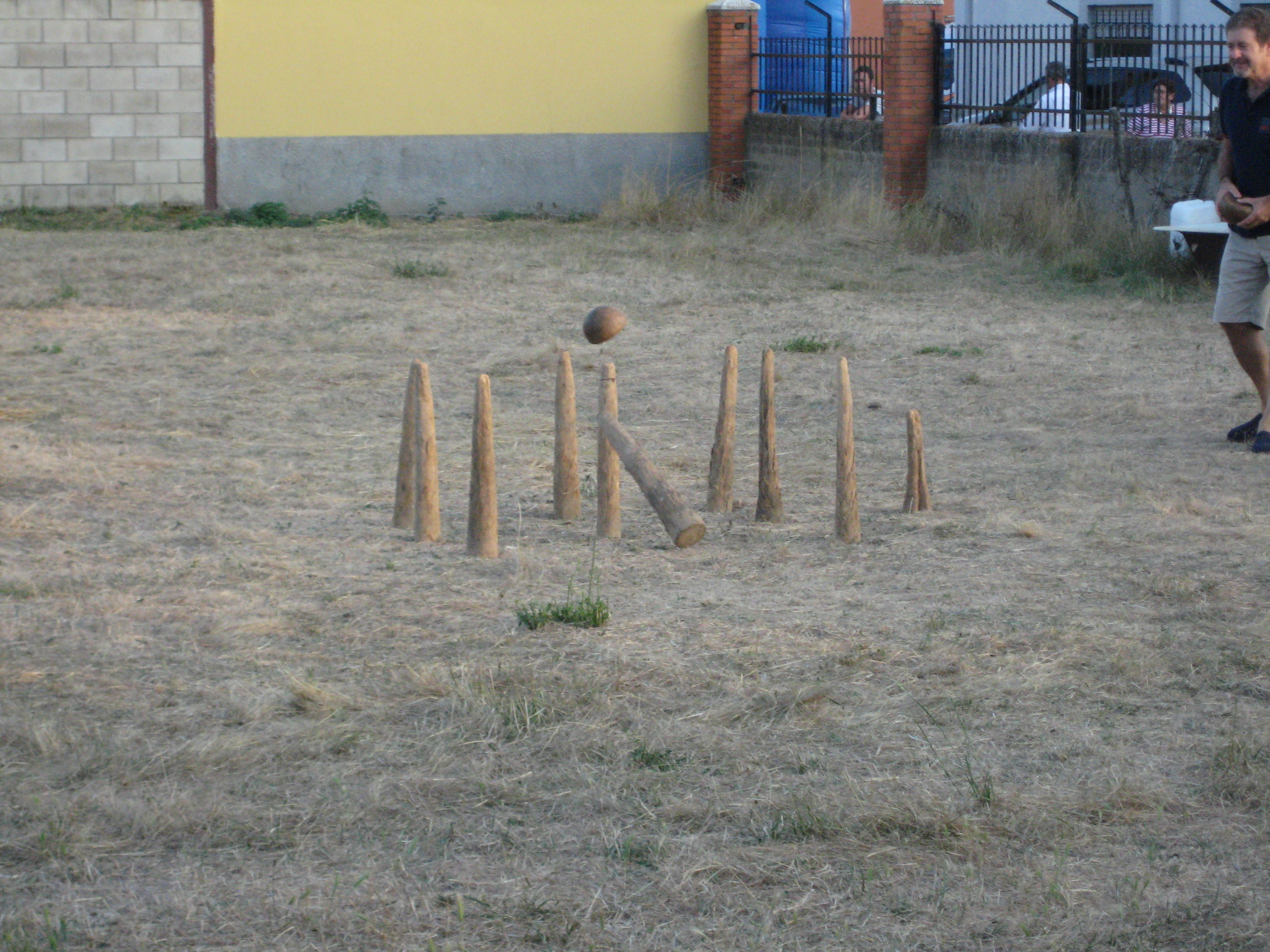
Bolera en Villacidayo

## Puntuación

### Desde la mano

#### Cero
Dan puntuación cero o nula el que la bola no entre en el castro o que tire el bolo de la cinca.
También obtiene puntuación cero tirar el miche sin que la bola pase por el castro.

#### Uno
Da un punto la tirada que al pasar por el castro no tira ningún bolo y queda lejos del castro.
Se da un punto por cada bolo tirado al pasar por el castro y no quedar en él.

#### Dos
Se dan dos puntos al tirar el bolo central y la bola no queda en el castro.

## Bolos
Se juega con 9 bolos de forma cónica y un décimo llamado miche, de menos tamaño que el resto, que se sitúa a izquierda o derecha.

## Bolas
Las bolas de madera maciza semiesféricas que pueden variar de radio según el gusto del jugador desde los 12 a los 16 centímetros.

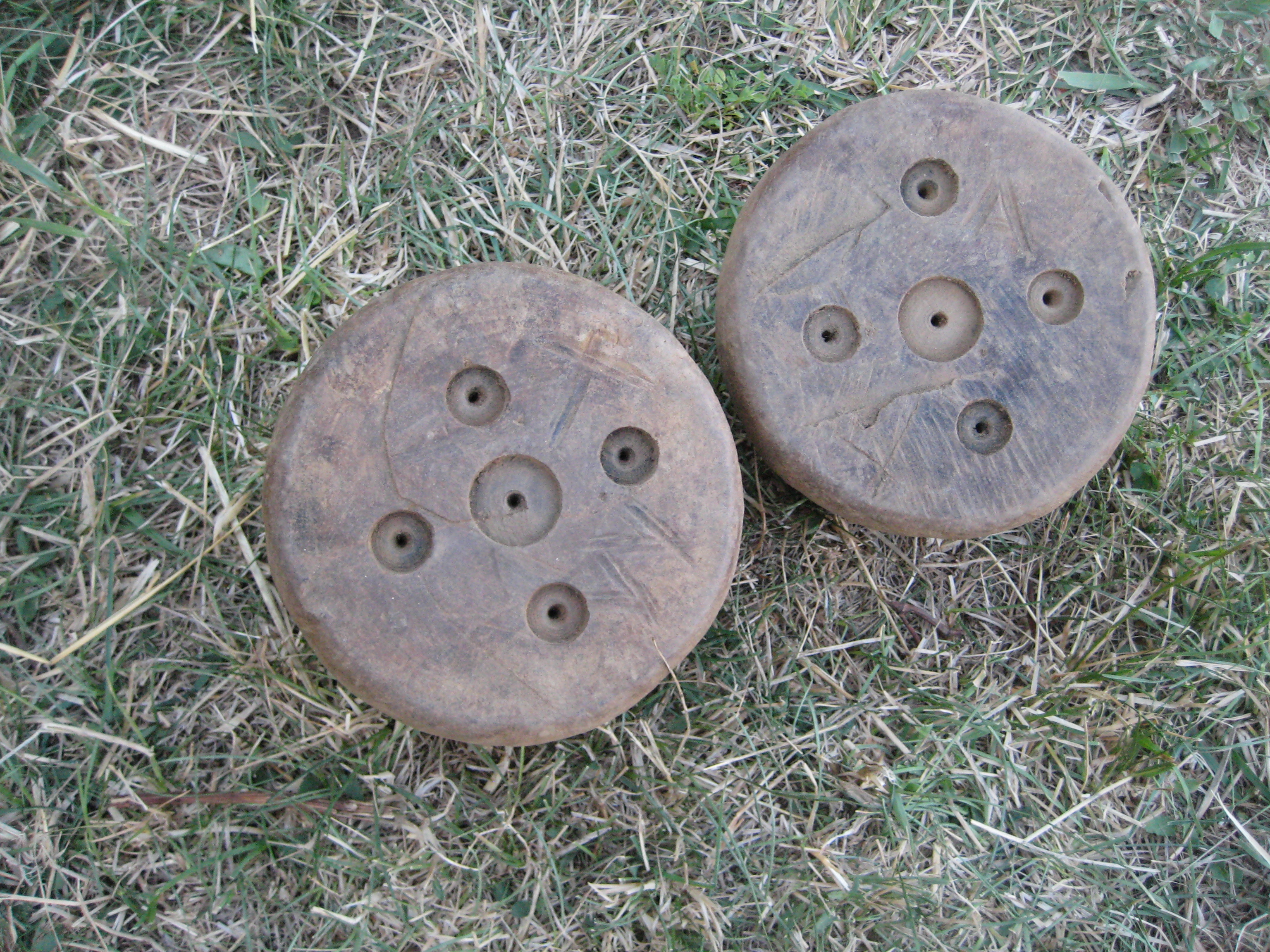
Bolas Villacidayo

Son realizadas con maderas duras de los nudos formados en los árboles o de la raíz de las urces.
Ahora se realizan a torno, pero antes era común que los jugadores se hicieran sus propias bolas.

## Frases y comentarios
La Bola viene lambrona: 
Cinca la bola: Se dice cuando no se puntúa, se da al bolo de la cinca o no entra en el castro. 
Conejo: Se dice cuando un contrincante va a michar con el objetivo de distraerlo o ponerle nervioso.
Lomba arriba lomba abajo:
Que ciruelo:
Le rozaste las orejas al conejo o conejito: Cuando después de michar no se da al miche.
- Datos: Q17622981